# Крива паланка (община)
Крива паланка (на македонска литературна норма: Општина Крива Паланка) е община, разположена в източната част на Северна Македония със седалище едноименния град Крива паланка.
Гъстотата на населението е 43,30 жители на km2.

## География
Освен град Крива паланка в общината влизат 33 села в котловината Славище по горното течение на Крива река между планините Герман и Осогово на площ от 480,81 km2.

## Структура на населението
През 1994 година населението на общината е 20 782 души. Според преброяването от 2002 година община Крива паланка има 20 820 жители.
| Етническа принадлежност | Процент | Брой   |
| северномакедонци        | 96,06%  | 19 998 |
| албанци                 | 0,00%   | 0      |
| турци                   | 0,01%   | ?      |
| роми                    | 3,21%   | 668    |
| власи                   | 0,01%   | ?      |
| сърби                   | 0,49%   | 103    |
| бошняци                 | 0,01%   | ?      |
| други                   | 0,21%   | ?      |